# Lapadstadion
Lapadstadion (kroatiska: Stadion Lapad) eller Lapads stadsstadion (Gradski stadion Lapad) är en fotbollsanläggning i Dubrovnik i Kroatien. Den invigdes år 1919 och ligger i stadsdelen Lapad. Stadion täcker en yta på 16 000 kvadratmeter och har kapacitet för 3 000 personer.
Utöver hemmalagen NK GOŠK Dubrovnik, HNK Dubrovnik 1919 och ŽNK Ombla används stadion av AK Dubrovnik.